# 猿拂站

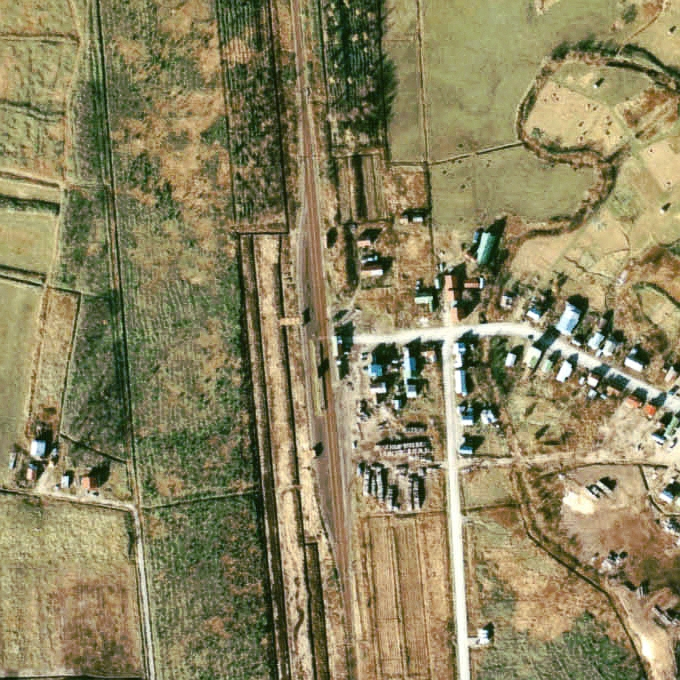
1977年的猿拂站與方圓約500米範圍。上方為南稚內方向。當時站內設有2面2線的相對式月台。車站後方設有副本線，車站旁邊靠近濱頓別一方設有貨物月台和引込線。在貨運月台旁設置了木材，車站後方的料場沒有使用。

猿拂站（日语：／ Sarufutsu eki */?）是位於北海道宗谷郡猿拂村字猿拂，北海道旅客鐵道（JR北海道）的天北線車站（廢站）。隨著天北線廢線，車站在1989年（平成元年）5月1日廢除。

## 歷史
- 1920年（大正9年）11月1日 - 鐵道省宗谷本線淺茅野站至鬼志別站之間開通，此站啟用[1]。當時為一般車站[1]。
- 1930年（昭和5年）4月1日 - 音威子府站至稚內站之間的路段改名為北見線，成為北見線車站。
- 1949年（昭和24年）6月1日 - 日本國有鐵道成立，成為日本國有鐵道車站。
- 1961年（昭和36年）4月1日 - 路線改名為天北線，成為天北線車站。
- 1982年（昭和57年）6月1日 - 終束處理貨物業務[1]。
- 1984年（昭和59年）2月1日 - 終束處理行李業務[1]。
- 1986年（昭和61年）11月1日 - 停用交會設備，同時成為無人車站。
- 1987年（昭和62年）4月1日 - 伴隨國鐵分割民營化，車站由北海道旅客鐵道（JR北海道）營運[1]。
- 1989年（平成元年）5月1日 - 天北線全線廢除，此站也廢除[1]。

## 車站構造
截至車站廢除前，車站是一座地面車站，設有1面1線的單式月台。月台位於路軌東邊（南稚內方向的列車會開啟右邊車門）。該月台為舊1號月台。曾經此站設有2面2線的混合式月台（單式月台、島式月台（只使用單面）），當時可進行列車交會。車站大樓一方的月台中央和島式月台北邊之間設有站內平交道連接。車站大樓（東邊）一方的上行月台是1號月台，島式（內側）下行月台（西邊）是2號月台。島式（外側）月台是一條側線。另外，於1號月台靠近音威子府一方設有分支，連接車站大樓南邊的貨運月台（缺角式月台），該處也是貨物側線。
此站是無人車站。在有人車站時代設有木製車站大樓。車站大樓位於站內東邊，連接月台中央部分。

## 站名的由來
車站名稱取自當地地名。而地名的阿伊努語是「サル・プツ」，其意思是蘆葦之川口。

## 利用狀況
- 在1981年度（昭和56年度）的一日上下車人次為41人[2]。

## 車站周邊
車站名稱雖然與村名同名，但是不是在村的中心位置。車站周邊是奶農地帶。
- 北海道道584號猿拂停車場線（日语：北海道道584号猿払停車場線）
- 北海道道585號狩別猿拂停車場線（日语：北海道道585号狩別猿払停車場線）
- 北海道道1089號猿拂鬼志別線 - 部分使用天北線廢線的地方。
- 濱猿拂小學
- 狩別川[3]
- Poro沼 - 車站東北方約1公里處。黃嘴天鵝著陸地點[2]。
- Kimoma沼[3]
- 江坂原生花園 - 車站東北方約4公里處，靠近鄂霍次克海。玫瑰等生長地[2]。
- 宗谷巴士（日语：宗谷バス）天北宗谷岬線（日语：天北線 (宗谷バス)）「猿拂」巴士站

## 現況
截至2001年（平成13年），車站遺址已經看不見任何與鐵路相關的設施。截至2010年（平成22年）和2011年（平成23年），也是同樣。車站遺址只有巴士候車室。
此站的站名牌除了柱外，顯示站名的部分遷移至前·鬼志別站，現時為「鬼志別巴士總站」內一樓天北線資料展示室作保存和展示。
另外，車站周邊的路軌遺址，由濱頓別站至此站之間變成了「北鄂霍次克單車徑」。此站至鬼志別站蹟變成了北海道道1089號猿拂鬼志別線。

## 相鄰車站
北海道旅客鐵道（JR北海道）
天北線
淺茅野－猿拂－蘆野

## 注腳
1. 1 2 3 4 5 6 7 8  石野哲（編）. . JTB. 1998: 906. ISBN 978-4-533-02980-6 （日语）.
2. 1 2 3 4 5 6 7  宮脇俊三 (编). . 原田勝正. 小學館. 1983-7: 190. ISBN 978-4093951012 （日语）.
3. 1 2  . 地勢堂. 1980-3: 17 （日语）.
4. 1 2  宮脇俊三 (编). . JTB Can Books. JTB出版. 2001-7: 42. ISBN 978-4533039072 （日语）.
5. 1 2  今尾惠介 (编). . JTB出版. 2010-3: 18. ISBN 978-4533078583 （日语）.
6. 1 2  本久公洋. . 北海道新聞社. 2011-9: 250–251. ISBN 978-4894536128 （日语）.